# Пюпітр

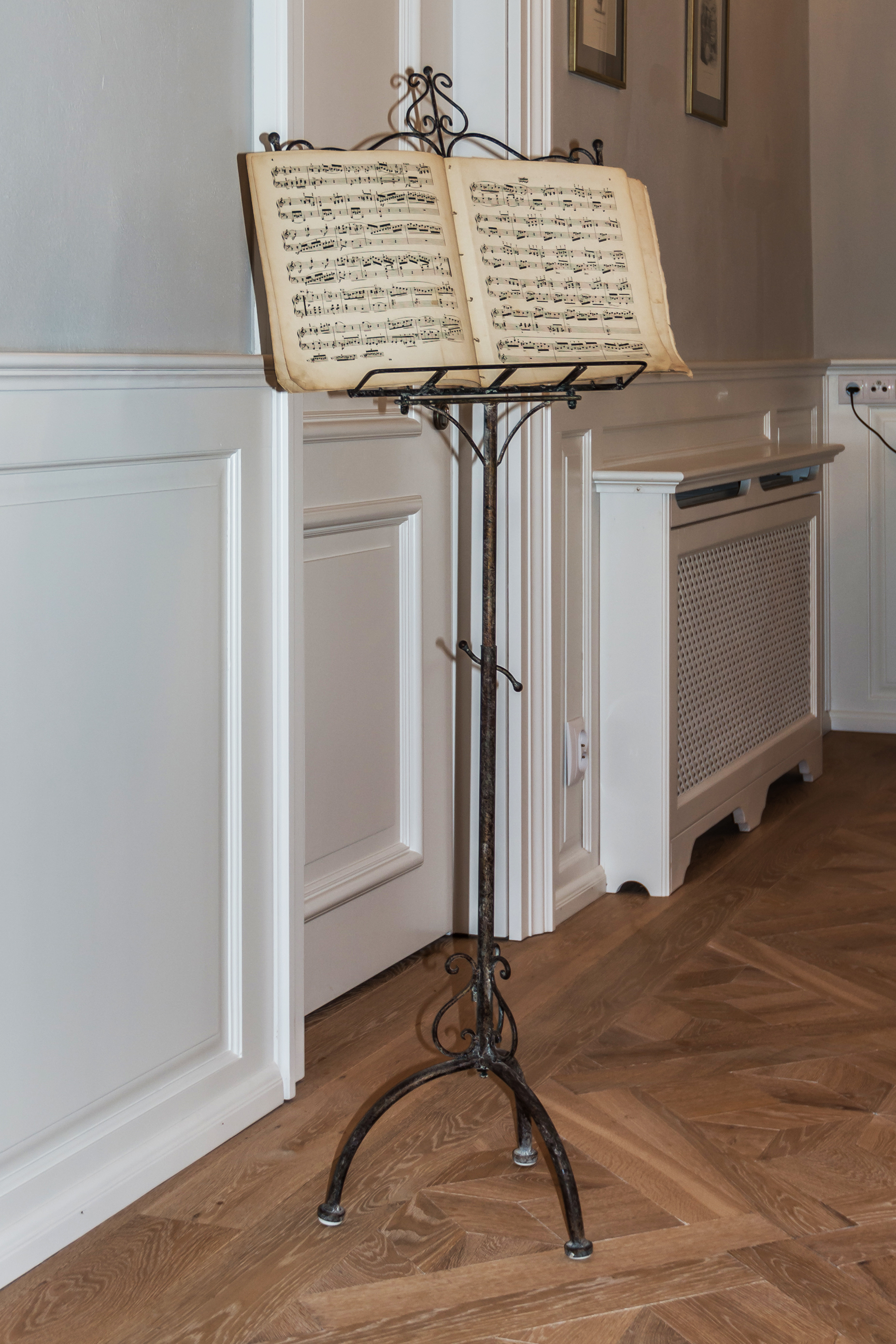
Підлоговий нотний пюпітр

Пюпітр  (фр. pupitre, від лат. pulpitum — підлога) — це підставка для нот (вмонтована в музичний інструмент, або в підлогу), а також настільна підставка для книг та   зошитів. Пюпітр із нотами розташовується таким чином, щоб виконавцю було зручно читати ноти під час виконання композиції.
Хоча пюпітр був відомий в Китаї з 200 р. до н. е., в Європі його почали активно використовувати з кінця XIV століття.
Для різних видів музики використовують різні пюпітри. За конструкцією поділяються на:
- декоративні, зазвичай, зроблені із деревини;
- цифрові, з механізмом автоматичного перегортання нот;
- складні металеві, найпопулярніші, за причини легкого транспортування;
- компактні — закріпляються безпосередньо на музичному інструменті, використовуються в оркестрах.
- обертовий пюпітр, винайшов Томас Джефферсон, президент США.

Як пюпітр можна використовувати будь-яку похилу поверхню для розміщення нот. Хоча ця функцію розподіляється між двома типами фурнітури: столик та безпосередньо підставка.
Пюпітр складається з поверхні, що поєднується із штативом через поворотний механізм, який дозволяє регулювати кут нахилу. Штатив регулює висоту. Все це дає змогу розмістити ноти в зручному положенні для читання виконавцем.
Музичний столик схожий на пюпітр, але має більшу поверхню, що підіймається на потрібну висоту. Пюпітр, на відміну, має поверхню достатньої тільки для розміщення нот.